# Шоро
Шоро (порт. Choró) — муниципалитет в Бразилии, входит в штат Сеара. Составная часть мезорегиона Сертойнс-Сеаренсис. Входит в экономико-статистический микрорегион Сертан-ди-Кишерамобин. Население составляет 12 909 человек на 2006 год. Занимает площадь 815,759 км². Плотность населения — 15,8 чел./км².
Праздник города — 27 марта.

## Статистика
- Валовой внутренний продукт на 2003 составляет 22.014.278,00 реалов (данные: Бразильский институт географии и статистики).
- Валовой внутренний продукт на душу населения на 2003 составляет 1.762,27 реалов (данные: Бразильский институт географии и статистики).
- Индекс развития человеческого потенциала на 2000 составляет 0,570 (данные: Программа развития ООН).